# Dirck Rembrantsz van Nierop
Dirck Rembrantsz van Nierop (Nieuwe Niedorp, 1610 – aldaar, 4 november 1682) was een zeventiende-eeuwse Nederlandse cartograaf, wiskundige, landmeter, astronoom, astroloog, almanakberekenaar, onderwijzer en vermaner van de Waterlandse doopsgezinden.

## Leven en werk
Van Nierop heeft ruim dertig wetenschappelijke publicaties op zijn naam staan, zoals Nieuw Dubbelt Nierper Graed-boeck dat tot 1715 meer dan tien maal werd herdrukt. De Nieropper almanakken verschenen jaarlijks van 1655 tot 1683. Bovendien bewerkte hij het journaal van Abel Tasman en het journaal van de overwintering van Willem Barentsz op Nova Zembla. Tevens heeft hij ontwerpen van zonnewijzers op zijn naam staan. Ook was hij als adviseur op het gebied van navigatiemiddelen en zeekaarten actief voor de VOC. Als onderwijzer van stuurlui en schippers was hij de leraar van onder anderen:
- Pieter Rembrantsz van Nierop, schrijver van tal van boeken zoals almanakken
- Jan Albertsz van Dam, leraar van Tsaar Peter de Grote
- Symon van de Moolen, eerste zon-eclipsvoorspeller in Nederland
- Pieter Maasz Smit, eerste Nederlander, die een boek schreef, hoe een globe moest worden gemaakt en leraar was van Gerard Valck
- Cornelis Pietersz. Neuvel, geboren te Nierop, die in 1682 tot boekhouder van het Bouwhof te Emden en tot onderwijzer in de stuurmanskunst aldaar benoemd werd

Nierop schreef en werkte mee aan diverse almanakken. Samen met Gillis Joosten Saeghman maakte hij de Zaagmans almanak, de Kleyne Zaagmans almanach na de nieuwe en oude stijl en Zaagmans Comptoir almanach. Bij dezelfde uitgever J. Stichter in Amsterdam verscheen ook de naar hem genoemde Nieropper almanak. Bij de uitgevers Hendrick Doncker en Theunis Jacobsz. Lootsman verschenen de Almanach nieuwen-stijl over acht jaren, de Almanach tien jaren en de Almanach twaalf jaren

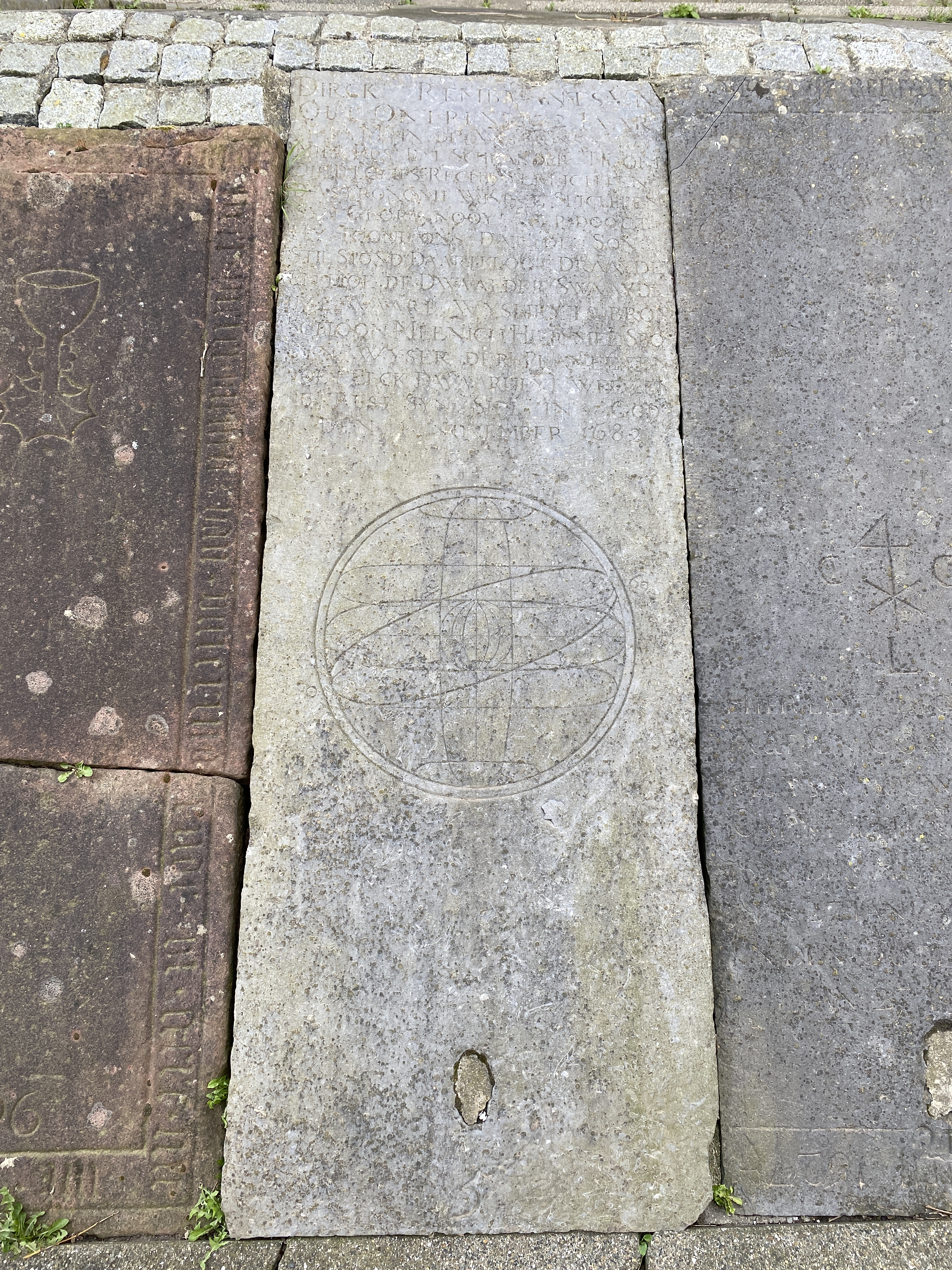
De grafsteen van Dirck Rembrantsz. van Nierop, rijksmonumentnr. 30385.

Van Nierop onderhield vriendschappelijke en zakelijke relaties met onder andere Christiaan Huygens, Nicolaas Witsen, Frans van Schooten G. van Goedesbergen en Descartes. De planeetwyser van Dirck Rembrantsz. inspireerde Christiaan Huygens tot zijn 'Tabula Lignea', waarbij de stand der planeten op een houten tafel werd weergegeven. Als cartograaf werkte van Nierop samen met Willem Hesselz de Vlamingh en Pieter Goos. De Europese paskaart, een wassende zeekaart uit het jaar 1658, staat op zijn naam. Als eerbetoon aan Dirck Rembrantsz staat een portret van hem samen met Nicolaas Copernicus, Tycho Brahe en Claudius Ptolemaeus op de kaart "Nieuwe Wereld", van Jacob Harrewyn, Jacobus Robijn en Hendrick Doncker 1688 (Maritiem Museum Rotterdam). Een compliment kreeg Dirck Rembrantsz van Nierop tevens in het blijspel van de schrijver en toneelspeler Willem van der Hoeven. In "de vermomde minnaar" (1714) staat vermeld 'Dat gaat zo zeker als een Nieropper almanak'.

## Bibliografie

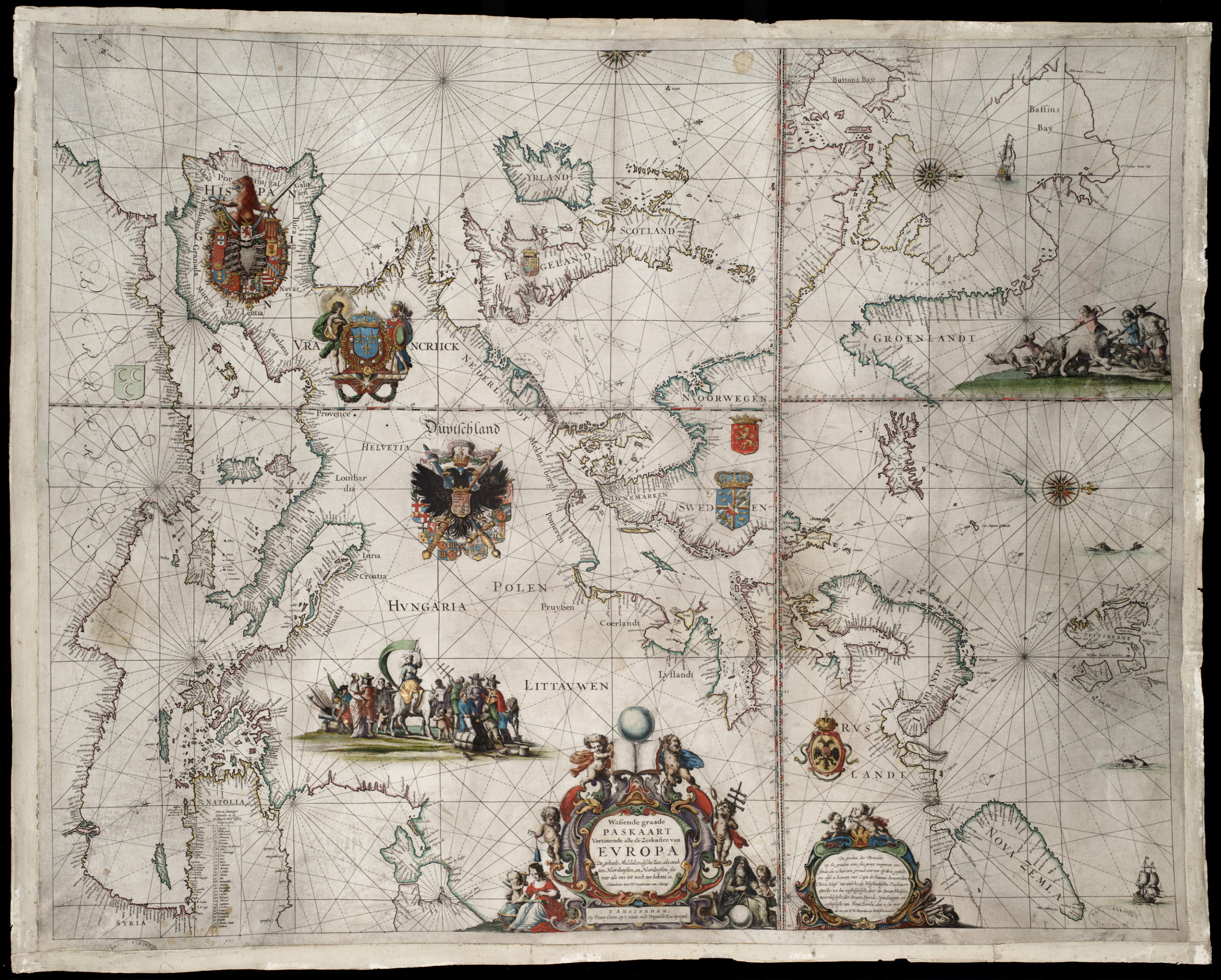
Europese paskaart

## Tentoonstellingen
- Tijdgebonden: Almanakken en Kalenders Koninklijke Bibliotheek Den Haag, 2000
- Abel Tasman/Dirck Rembrantsz van Nierop, Sydney Australia, 2006
- Johannes Hevelius/Dirck Rembrantsz van Nierop, Nederlands Uurwerkmuseum, Zaandam, 2007
- Het vinden der Lengtegraad Oost en West, Nederlands Uurwerkmuseum, Zaandam, 2008
- Almanakken en oude prenten, Regionaal Archief Alkmaar, 2009

- Biblioteca Nacional de España: XX1745112
- Bibliothèque nationale de France: cb153774536 (data)
- Biografisch Portaal: 49372440
- Digitale Bibliotheek voor de Nederlandse Letteren: nier005
- Gemeinsame Normdatei: 130841862
- International Standard Name Identifier: 0000 0000 2037 2574
- Library of Congress Control Number: no2012060586
- Nederlandse Thesaurus van Auteursnamen: 069723648
- Système universitaire de documentation: 161579701
- Virtual International Authority File: 12609908
- WorldCat: E39PBJyWW9fcJ3bj4jT9yCbmVC